# Erik Ask-Upmark (läkare)
Karl Erik Fritz Ask-Upmark, född 4 oktober 1901 i Lund, död 6 februari 1985 i Uppsala, var en svensk läkare.

## Biografi
Ask-Upmark avlade studentexamen i Lund 1918 och blev medicine licentiat 1928. Han var från början anatom med neuroanatomi som specialitet. År 1935 disputerade han i Lund på avhandlingen The carotid sinus and the cerebral circulation : An anatomical, experimental, and clinical investigation, including some observations and rete mirabile caroticum och utnämndes samma år till docent. Han ändrade senare inriktning till internmedicin.
Ask-Upmark fortsatte att vara verksam i Lund fram till 1946, då han efter ett kort mellanspel som överläkare på Sahlgrenska sjukhuset i Göteborg utnämndes till professor i praktisk medicin i Uppsala efter Gustaf Bergmark. Som sådan var han verksam till pensioneringen år 1968, då han året därpå efterträddes av Bertil Hood.
Vid sidan om sitt ordinarie arbete var Ask-Upmark 1939–1945 och 1949–1973 sommartid verksam som brunnsintendent och läkare vid Ramlösa hälsobrunn. Ask-Upmark hade en stor bredd inom sitt medicinska kunnande, särskilt inom fältet invärtesmedicin. Favoritområden var kärlsjukdomar och neurologi. Hans sista publikationer från mitten av 1970-talet handlade bland annat om risken för stroke hos kvinnor som använder p-piller.
Han hade konservativa och kontroversiella åsikter på många områden. Han hade till exempel svårt för kvinnliga medicinstudenter, var en intensiv abortmotståndare och var starkt fientlig mot judar.

### Familj
Erik Ask-Upmark var son till professor August Upmark och filosofie licentiat Elisabeth Ask, dotter till Carl Jacob Ask. Han gifte sig 1946 med Käthie Modigh (1912–1996) och blev senare fosterfar till Barbro Karlén, som antog släktnamnet Ask-Upmark. Hennes son är riksspelmannen Erik Ask-Upmark. Makarna Ask-Upmark är begravna på Norra kyrkogården i Lund.